# Amelia Almagià Ambron
Amelia Almagià Ambron (1877–1960), nascida em Ancona, Itália, emergiu como uma figura singular no panorama artístico do final do século XIX e início do XX. Sua trajetória, marcada por uma formação sólida sob a tutela de Antonio Mancini, insere-se em um contexto de efervescência cultural e transição estética.
Proveniente de uma família ítalo-judaica abastada, Amelia e suas irmãs foram incentivadas desde cedo a cultivar o amor pela pintura. Sua educação artística com Antonio Mancini, conhecido por sua abordagem verista, deixou marcas indeléveis em sua obra, evidentes na atenção ao estado psicológico das figuras retratadas e no uso expressivo da matéria pictórica. 
A vida de Amelia transcorreu entre Roma e Alexandria, antes de seu casamento com Aldo Ambron, que a levou a estabelecer-se definitivamente em Roma. Lá, tornou-se o centro de um vibrante salão cultural, frequentado por figuras proeminentes como Filippo Tommaso Marinetti, Giovanni Colacicchi, Mario Tozzi e o próprio Mancini. Sua amizade com Giacomo Balla, protagonista do futurismo italiano, evidencia sua inserção em círculos de vanguarda e experimentação artística. 
A obra de Amelia Almagià Ambron é caracterizada por retratos luminosos e paisagens etéreas, onde a luz e a cor são manipuladas com maestria para evocar atmosferas de introspecção e lirismo. Seu autorretrato, conservado na prestigiosa Galeria Uffizi, em Florença, é um testemunho de sua habilidade em capturar a complexidade emocional de seus sujeitos, utilizando a luz lateral para dramatizar a interioridade da figura retratada. 
Embora sua obra não tenha abraçado plenamente as técnicas do futurismo, é possível perceber na vibração da pincelada e na fluidez da matéria uma sensibilidade compartilhada com os movimentos de vanguarda de sua época. Sua arte, portanto, situa-se em um ponto de inflexão entre a tradição e a modernidade, refletindo tanto a herança verista de seu mestre quanto as inquietações estéticas do século XX.